# ران (نيجيريا)
ران هي بلدة صغيرة تقع في ولاية برنو، نيجيريا.
بتاريخ 17 يناير 2017، تعرضت لقصف مخيم اللاجئين الواقع على أراضيها، والذي أسفر عن مقتل 52 شخص وجرح أكثر من 100 شخص.